# Guerrilla Radio
Singles de Rage Against the Machine
No Shelter
(1998) Sleep Now in Fire
(2000)
Guerrilla Radio est la deuxième chanson de l’album The Battle of Los Angeles du groupe américain de metal Rage Against the Machine, paru en 1999. Ce single a valu au groupe le Grammy Award de la meilleure prestation hard rock en 2001. Il reste l’une des chansons les plus connues du groupe et est présent dans les bandes-son de plusieurs jeux vidéo tels que Tony Hawk's Pro Skater 2, Madden NFL 10 et Guitar Hero Live, et fait également partie des pistes téléchargeables de la série de jeux Rock Band.

## Historique
Guerrilla Radio est jouée pour la première fois en live dans l’émission télévisée Late Show with David Letterman en 1999. Durant la page publicitaire, le single Bulls on Parade est joué et est repris en cours de route lorsque les crédits défilent. Durant l’émission, Letterman blague en disant qu’il « espère que les membres du groupe ne négligent jamais leurs devoirs scolaires ». La représentation de Guerrilla Radio à la télévision a fait l’objet d’une controverse à cause du comportement de Zack de la Rocha, le chanteur du groupe, qui a fait un doigt d’honneur en direct en portant un t-shirt « Free Mumia Abu-Jamal » (« Libérez Mumia Abu-Jamal »). La chanson est jouée pour la première fois sur scène le 11 septembre 1999 au Oxford Zodiac, en Angleterre.
Le 28 janvier 2000, le réalisateur de films documentaires Michael Moore met en scène le politicien républicain Alan Keyes en train de danser sur Guerrilla Radio avec des jeunes dans un camion. Keyes, alors en campagne pour le caucus de l'Iowa, accepte de participer à cette scène pour promouvoir l’émission télévisée satirique de Moore, intitulée The Awful Truth (en).
En avril 2007, Guerrilla Radio est chantée en live par la Canadienne Alanis Morissette.
En juillet 2007, le clip de Guerrilla Radio atteint la 45e place du classement des 50 vidéos les plus controversées établi par la chaîne MuchMusic, notamment à cause de ses paroles vulgaires. La chanson apparaît cependant dans une publicité de la chaîne portugaise RTP Informação en 2006.
Guerrilla Radio figure dans l’album Body of War: Songs that Inspired an Iraq War Veteran (en). Elle fait également partie de la liste des 31 chansons impliquées dans l’affaire Sony BMG v. Tenenbaum, à l’issue de laquelle un étudiant américain est contraint de verser une amende de 675 000 dollars pour violation de droits d’auteurs.

## Clip
Le clip musical de Guerrilla Radio est tourné par la compagnie Squeak Pictures à Los Angeles en 1999 ; il est réalisé par Laura Kelly et Nicholas Brooks. Il critique l’exploitation des ouvriers du textile ainsi que les spots publicitaires de l’entreprise Gap réalisés par Pedro Romhanyi. Ces publicités mettent en scène des jeunes personnes chantant en portant des habits de la marque Gap dans un décor entièrement blanc. La phrase « Everybody in Denial » (signifiant « Tout le monde en Denial », le « Denial » étant la marque de cuir commercialisée par Gap), qui figure dans ces publicités, est affiché au début du clip de Guerrilla Radio.
Le clip musical met en scène des ouvriers du textile en train de coudre en écoutant de la musique d’ascenseur dans un décor entièrement blanc. Ensuite, la vidéo montre les membres du groupe jouant calmement de leurs instruments. Lorsque la chanson démarre, le clip montre un homme riche prenant de l’argent aux ouvriers pour le mettre dans sa poche. Plus tard dans le clip, ce même homme enlève une fille à sa mère. Le groupe joue ensuite dans une pièce sombre éclairée par un stroboscope.
En décembre 2009, le clip de Guerrilla Radio est classée 54e du top 1000 des meilleurs clips musicaux des années 2000 de Channel V (en).

## Liste des pistes
CD single
1. Guerrilla Radio
2. Without a Face (Live Version)

Maxi single edition limitée au Royaume-Uni, partie 1
1. Guerrilla Radio
2. No Shelter
3. The Ghost of Tom Joad

Maxi single edition limitée au Royaume-Uni, partie 2
1. Guerrilla Radio (Radio Edit)
2. Fuck tha Police (live) (reprise de N.W.A)
3. Freedom (live)

## Classements hebdomadaires
| Classement (1999)              | Meilleure position |
| ------------------------------ | ------------------ |
| Espagne (PROMUSICAE)           | 9                  |
| États-Unis (Billboard Hot 100) | 69                 |
| Norvège (VG-lista)             | 17                 |
| Royaume-Uni (UK Singles Chart) | 32                 |
| Royaume-Uni (UK Rock Chart)    | 1                  |
| Suède (Sverigetopplistan)      | 42                 |

## Autres versions
DJ Quik a produit un remix de la chanson en y insérant des nouvelles parties instrumentales et des nouvelles strophes chantées par Zach de la Rocha, mais en conservant le refrain et l’outro originaux.
Dans le cadre de son projet solo, intitulé The Nightwatchman, Tom Morello, le guitariste de Rage Against the Machine, joue une version acoustique de Guerrilla Radio lors de ses concerts.
Le groupe parodique Richard Cheese and Lounge Against the Machine a produit une autre version de la chanson, parue sur l’album Lounge Against the Machine.